# 第50回ブルーリボン賞 (鉄道)

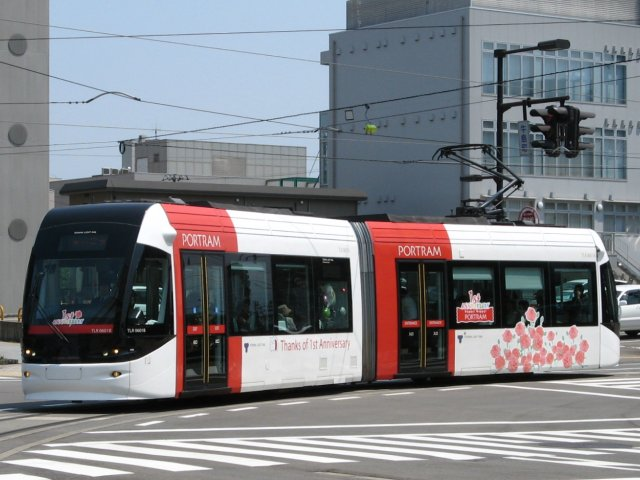
第50回ブルーリボン賞
富山ライトレール0600形電車

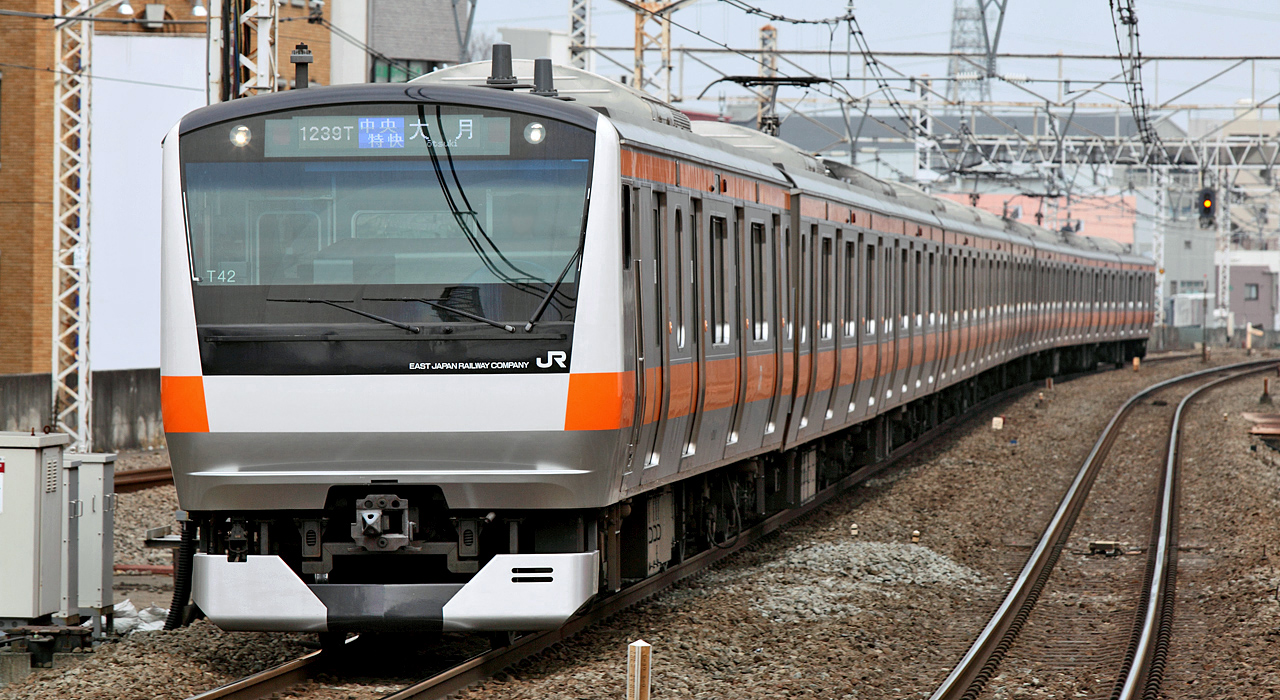
第47回ローレル賞
東日本旅客鉄道E233系電車

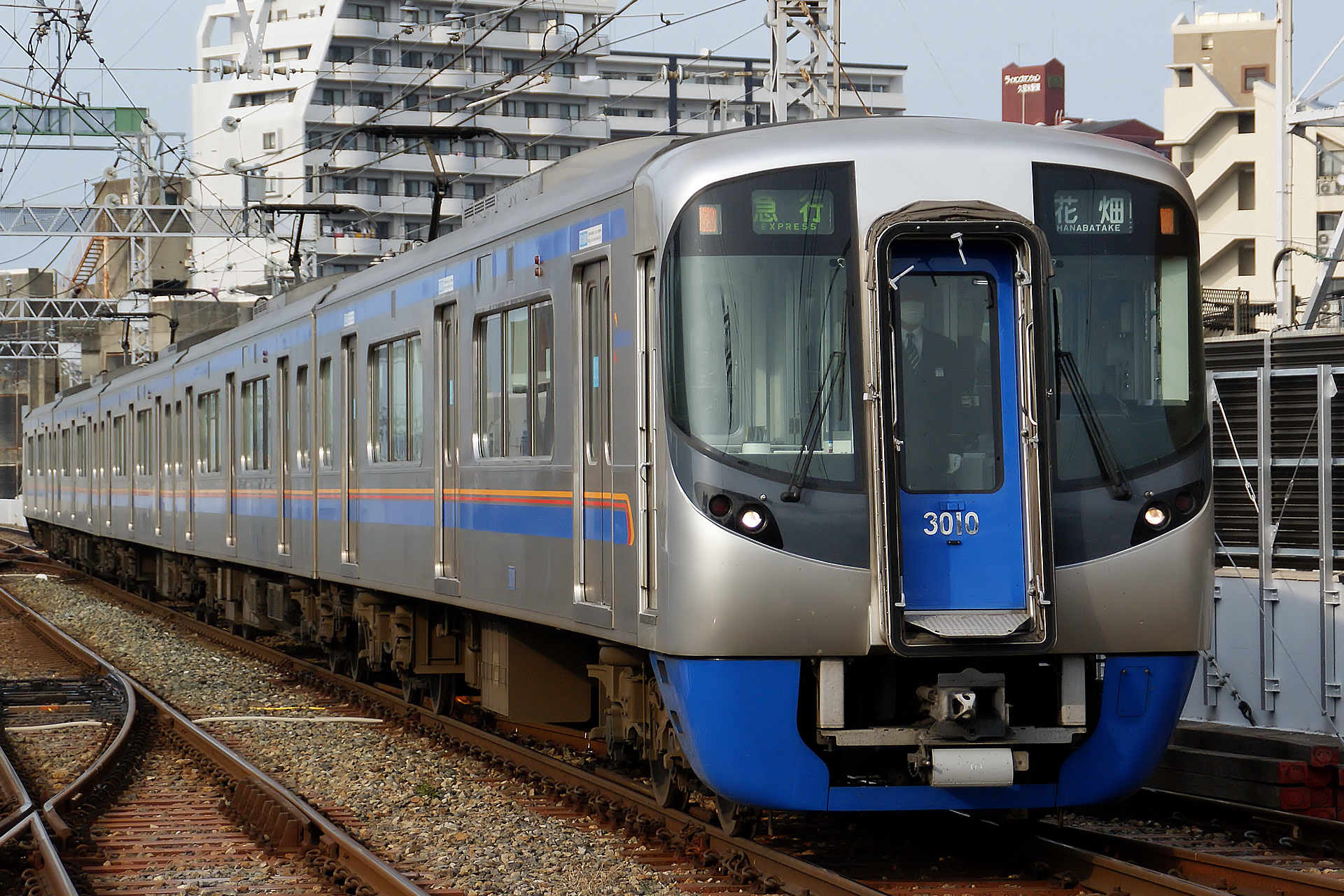
第47回ローレル賞
西日本鉄道3000形電車

第50回ブルーリボン賞（だい50かいぶるーりぼんしょう）は、2007年に鉄道友の会が選定したブルーリボン賞である。本項では、同年に実施された第47回ローレル賞（だい47かいろーれるしょう）についても併せて記す。

## 概要
日本国内で使用する鉄道・軌道車両のうち、2006年1月1日から12月31日までの間に日本国内で営業運転に就いた新形式車両またはそれとみなせる車両で、候補車両決定の時点で現に営業をしていることを概ねの要件とする選定候補車両11車種のなかから、ブルーリボン賞1形式、ローレル賞2形式が選定された。

## 選定車両

### ブルーリボン賞
- 富山ライトレール 0600形電車
  - 有効投票数3012票のうち最高得票の780票により選定。

### ローレル賞
- 東日本旅客鉄道 E233系電車
  - 利用者第一の設計コンセプト、上質な車内サービス装備の標準化、機器二重化による故障対策の実現を評価し選定。
- 西日本鉄道 3000形電車
  - 車体組み立てへのレーザー溶接技術の国内初採用、急行用車両としての高品位な客室サービスの提供、短編成用として適切な故障対策を評価し選定。

## 候補車両
鉄道友の会ブルーリボン賞・ローレル賞選考委員会が、候補車両とした11車種。
| 会社名           | 車両形式     |
| ---------------- | ------------ |
| 秩父鉄道         | 6000系電車   |
| 東日本旅客鉄道   | E233系電車   |
| 東京地下鉄       | 10000系電車  |
| 江ノ島電鉄       | 500形電車    |
| 富山ライトレール | 0600形電車   |
| 西日本旅客鉄道   | 521系電車    |
| 大阪市交通局     | 80系電車     |
| 阪急電鉄         | 9000系電車   |
| 神戸新交通       | 2000型電車   |
| 四国旅客鉄道     | 1500形気動車 |
| 西日本鉄道       | 3000形電車   |